# Randy Stoll
Randy C. Stoll (Seattle, 1945) è un ex cestista statunitense, professionista nella ABA e in Spagna.